# 브루나 아무
브루나 아무(Bruna Hamú, 1990년 8월 9일 ~ )는 브라질의 배우, 전직 모델이다.